# أشرف علي
أشرف علي (4 مايو 1982 في باكستان - ) هو لاعب كريكت باكستاني.

## وصلات خارجية
- أشرف علي على موقع إي آس بي آن كريك إنفو (الإنجليزية)